# Le Touquet Athletic Club
Pour les articles homonymes, voir Touquet (homonymie).
 (octobre 2023).
Si vous disposez d'ouvrages ou d'articles de référence ou si vous connaissez des sites web de qualité traitant du thème abordé ici, merci de compléter l'article en donnant les références utiles à sa vérifiabilité et en les liant à la section « Notes et références ».
Le Touquet Athlétic Club Football Côte d'Opale, couramment abrégé en Le Touquet AC, est un club français de football fondé en 1933 et situé au Touquet-Paris-Plage dans le département du Pas-de-Calais.
Le club évolue en Régional 3 (8eme niveau) lors de la saison 2024-2025

## Repères historiques

### Origines du football au Touquet

Ancien logo.

L'histoire du football au Touquet-Paris-Plage commence à Paris-Plage le 11 septembre 1910 lorsque Maurice Louis Bandeville, le pionnier du paradis des sports, organise un match entre l'Olympique Lillois et le Picked London team.
En 1912, une équipe de football est créé au sein de l'Union Sportive du Touquet-Paris-Plage (USTPP), composée au début de « baigneurs », c'est-à-dire de touristes, puis, rapidement, elle participe à des championnats régionaux de niveau modeste. Fernand Holuigue, qui sera secrétaire général de la mairie, joue à l'USTPP. En 1925, M. Decroix préside la première commission de football de l'USTPP.
En 1929, la structure omnisports se scinde en deux : l'USTPP et les dissidents de l'Olympic touquettois (OT). Les deux équipes se rencontrent dans des derbys aussi acharnés qu'anachroniques.

### Naissance et débuts du TAC
Le Touquet Athletic Club naît le 18 juin 1933 d’une fusion entre l’Olympic touquettois et l’Union sportive du Touquet-Paris-Plage, le club est présidé pendant un an par Maurice Raphaël, le club accueille un jeune joueur, Lucien Leduc, qui deviendra professionnel et international, puis entraîneur.
La Seconde Guerre mondiale met en sommeil le club. Les compétitions officielles reprennent en 1946, et en 1948, un nouveau terrain de football est inauguré au centre sportif, puis une nouvelle tribune en 1952. Le président du club est Roger Sueur, de 1946 à 1966 et de 1972 à 1982, le club sera éliminé en soixante-quatrième de finale de coupe de France en 1965, avec comme gardien, Léonce Deprez. Le futur maire du Touquet-Paris-Plage, ancien champion de France amateur (avec Béthune) et international olympique, donne un essor au club quand il devient dirigeant des Verts et Blancs.

### Accession au football national
Le TAC connaît son heure de gloire à la fin des années 1980 : après deux titres de champion successifs en D4 et D3, synonyme de deux promotions, le club accède à la deuxième division en 1988-1989.
En novembre 1996, le TAC Football se détache du TAC Ominisports ; il est alors rebaptisé le Touquet Athletic Club Football Côte d'Opale (TACFCO).
Le club, dirigé par Christophe Deprez entre 1990 et 2011, est certes moins performant, mais gardé sa vertu de club formateur. Le stade de football et ses infrastructures connexes accueillent en stage de nombreuses formations professionnelles et étrangères. Ainsi, l'équipe de France de Michel Hidalgo et Michel Platini sont les hôtes clubs en 1981.
En 2021, le club compte 17 équipes et près de 400 licenciés.
Ludovic Obraniak s'engage comme entraîneur pour la saison 2021-2022,.

## Palmarès
- Division 3 - Groupe Nord
  - Champion (1988)
- Division 4 - Groupe A
  - Champion (1982, 1987)

## Personnalités

### Présidents
- ?-Avr. 2022 :  Cédric Ryssen
- Avr. 2022- :  Vincent Stempin

### Entraîneurs
- 1973-1979 :  Jean Sérafin
- 1979-1980 :  Roger Géri
- 1980-1983 :  Bolec Kocik
- 1983-1985 :  Gérard Coinçon
- 1985-1989 :  Edmond Baraffe
- ?(1998)-(2000) :  Daniel Fuchs[4],[5]
- Déc. 2015-2021 :  Bertrand Duquesnoy
- 2021-2022 : / Ludovic Obraniak
- 2022-janvier 2023 :  Stéphane Quagebeur
- janvier 2023-juin 2023 :  Yannick Lalisse[6]
- depuis 2023 :  Charles-Antoine Lepretre[7]

### Anciens joueurs
- 1934-1936 :  Alex Jackson
- 1971-1976 :  Gérard Houllier
- 1981-1989 :  Bruno Dupuis
- 1988-1989 :  Moncef Djebali
- 1988-1990 :  Guy Frappart
- 1992-1993 :  Uche Okafor
- 2000 :  Kor Sarr

## Pour approfondir

#### Ouvrages
- Société académique du Touquet-Paris-Plage, 1912-2012 Un siècle d'histoires, Le Touquet-Paris-Plage, Éditions Henry, 2011, 226 p. (ISBN 978-2-917698-93-8)

1. 1 2 3  p. 166, écrits de Philippe Lyardet.

#### Autres sources
1. ↑  « Le Touquet Athletic Club », sur poleressources.com (consulté le 13 mars 2021).
2. ↑  « Le Touquet (N3) : vers une arrivée probable de Ludovic Obraniak », sur actufoot.com, 7 mai 2021.
3. ↑  Sylvain Liron, « Ludovic Obraniak signe au Touquet, Baillieux et Carpentier s’en vont », sur lavoixdunord.fr, La Voix du Nord, 16 mai 2021.
4. ↑  Par A. T. Le 15 août 1998 à 00h00, « Le Touquet diminué », sur leparisien.fr, 14 août 1998 (consulté le 22 avril 2022)
5. ↑  « Manfa Camara, ancien joueur du Touquet, est décédé à l’âge de 44 ans », sur Le Reveil de Berck, 8 janvier 2022 (consulté le 22 avril 2022)
6. ↑  Sylvain Liron (photogr. Nicolas Peltier), « Football (R1): Quagebeur n’est plus coach du Touquet, Lalisse nommé », La Voix du Nord,‎ 14 janvier 2023 (lire en ligne, consulté le 15 janvier 2023).
7. ↑  Sylvain Liron, « Football: Charles-Antoine Lepretre redevient coach au Touquet par la grande porte », La Voix du Nord,‎ 15 juin 2023 (lire en ligne , consulté le 20 novembre 2023).